# 光圈收縮
光圈收缩，是攝影時光圈由大（F1.2）到小（F64）的变换过程。在拍摄中如果遇到光线不足或太强烈的光线时，都需要进行光圈及快门速度調整。P档或自动挡拍摄时将无需手动设置。
光圈控制了光通量的大小从而改变画面的明暗度，另一个方面光圈的大小也影响了景深，从而使画面呈现不同的主题，也就是画面中某一个距离的图像特别清晰或者模糊。